# حسن إسرب
حسن اسرب (30 أكتوبر 1950 -24 يوليو 2012)، ممثل سوري.

## سيرته
حسن اسرب من مواليد اللاذقية عام 1950م خريج كلية التجارة والاقتصاد عمل ممثلا مسرحيا وتلفزيونيا ومخرجا مسرحيا ويعتبر من الرعيل الأول الذي أسسوا الحركة المسرحية الحقيقية في اللاذقية وهو عضو نقابة الفنانين.

## أعماله
بدأ العمل المسرحي وهو في المرحلة الابتدائية قدم مسرحيتي خالد بن الوليد وخولة بنت الأزور وفي المرحلة الإعدادية والثانوية مثل مسرحيات توفيق الحكيم القصيرة وقام بإخراجها آنذاك محمد أسعد فارس. وقال الفنان كمال حريري عضو مجلس نقابة الفنانين رئيس مجلس العلاقات العامة المركزي أن الفنان الراحل كان من خيرة الفنانين ورحيله يشكل خساره للوسط الفني حيث شارك وأنجز نحو سبعين عملا في المسرح والتلفزيون والإذاعة والسينما. قدم في الإخراج المسرحي عشر مسرحيات منها جحا القرن العشرين والسيبانة وشارك بتمثيل عشرين مسرحية منها (يا طالع الشجرة لتوفيق الحكيم) و (عريس بنت السلطان) تأليف عبد الرحمن محفوظ وإخراج عدنان السيد كما شارك بتمثيل عشرين مسلسلاً منها (جمال عبد الناصر) من إخراج يوسف الخطيب و (قمر بني هاشم) من إخراج محمد الشيخ نجيب وله مشاركة سينمائية هي (آه يا بحر) للمخرج محمد شاهين. ولعل أبرز الأعمال التي شارك فيها الفنان الراحل حسن اسرب مسلسل يوميات مدير عام في جزئه الأول والمسلسل الكوميدي الشهير ضيعة ضايعة.

### من المسلسلات
- ضيعة ضايعة (حلقة كسرنا الدف)
- رجال تحت الطربوش.
- هيك تجوزنا.
- لورنس العرب.
- قمر بني هاشم.
- ناصر.
- عرب لندن.
- سيرة حب.
- أشياء تشبه الحب.
- انتقام الوردة.
- الهارب.
- الظاهر بيبرس.
- حكايا وخفايا.
- كوابيس منتصف الليل.
- عمر الخيام.
- زمان الوصل.
- البواسل.
- الفوارس.
- الكواسر.
- ياقوت.
- الموت القادم إلى الشرق.
- أحلام أبو الهنا.
- يوميات مدير عام
- نهاية رجل شجاع
- طرائف أبي دلامة

### من مسرحياته
- خالد بن الوليد
- خولة بنت الأزور
- يا طالع الشجرة
- عريس بنت السلطان

## وفاته
نعت نقابة الفنانين الفنان السوري الثلاثاء 24/7/2012 حسن أسرب الذي توفي أثر نوبة قلبية عن اثنين وستين عاماً، أنجز خلالها عشرات الأعمال الفنية في التلفزيون والمسرح والإذاعة وأعمال الدوبلاج. وقد توفي الفنان الراحل في مستشفى الأندلس بدمشق بعد أن خضع لعمل جراحي لم يحفظ له نبضات قلبه الذي عشق المسرح وأمضى سنوات طويلة من عمره في أروقته وعلى خشباته.